# Ludwigshafener FG 03
Die Ludwigshafener FG 03 war ein deutscher Fußballverein aus Ludwigshafen. Er wurde 1903 gegründet und existierte bis 1938, als der Verein mit dem MTV 1882 Ludwigshafen und dem SC Germania Ludwigshafen zu TuRa Ludwigshafen fusionierte.

## Geschichte
Anfang Mai 1902 bildete sich in Hemshof der gesellige Verein Teutonia. Nach dem Besuch eines Fußballspiels von Revidia 1900 Ludwigshafen beschlossen die Mitglieder, selber Fußball zu spielen und besorgten sich Bälle und Tore. Im Mai 1903 wurde im Lokal Gess am Ruprechtsplatz die Ludwigshafener Fußballgesellschaft 1903 gegründet. Der Vereinsname geht auf den Vorschlag des Spielers Heinrich Winkes zurück. Der Verein trat dem Verband Pfälzer Vereine für Bewegungsspiele bei. Erste Spielstätte war ein Platz an den Spitalwiesen. 1905 beschlossen alle Vereine aus diesem Verband, sich dem Verband Süddeutscher Fußball-Vereine anzuschließen. In der Saison 1908/09 erreichte der Verein die A-Klasse Westkreis, eine von damals zahlreichen regional aufgesplitteten ersten Fußballligen Deutschlands. Die Spielzeit wurde auf Platz 4, hinter dem Lokalrivalen FC Pfalz Ludwigshafen, aber vor dem SC Germania Ludwigshafen, abgeschlossen. Von 1910 bis 1913 spielte der Verein auf einem Platz beim Gaswerk, 1913 erfolgte der Umzug zum Platz an der Radrennbahn. Bis zum Ersten Weltkrieg konnte der Verein die Liga mit Mittelfeldplatzierungen halten. 1917/18 erreichte Ludwigshafen die Endrunde im Westkreis, konnte sich aber nicht gegen den Mannheimer FC Phönix und Alemannia Worms durchsetzen. 
Nach dem Ersten Weltkrieg spielte der Verein in der erstklassigen Kreisliga Pfalz und gewann 1921/22 die Gruppe 2. In den anschließenden Endspielen um die Kreismeisterschaft Pfalz verlor die Ludwigshafener FG allerdings gegen den Lokalrivalen Phönix Ludwigshafen das Entscheidungsspiel mit 2:3, nachdem beide Vereine jeweils ihr Heimspiel gewonnen hatten. 1924 bezog der Verein seine neu Spielstätte an der Bayreuther Straße. 1923/24 wurde Ludwigshafen in der nun Bezirksliga Rhein genannten Liga nur Siebter von acht teilnehmenden Mannschaften, nach dem das Entscheidungsspiel um Platz 6 gegen den VfTuR Feudenheim mit 0:2 verloren ging. Dadurch stieg der Verein aus der ersten Liga ab. Bereits zur Spielzeit 1925/26 gelang der Wiederaufstieg. Bis zur Saison 1928/29 konnte erneut die Liga gehalten werden, bevor im Sommer 1929 erneut der Abstieg feststand. In den kommenden Jahren gelang kein Wiederaufstieg mehr, dadurch wurde der Verein auch nicht für die 1933 eingeführte Gauliga Südwest berücksichtigt und spielte fortan in den unteren Ligen des Fußballgaus.
Die Idee zur Gründung eines Ludwigshafener Großvereines kam vom Ludwigshafener FG am 4. Dezember 1937. Bereits in den Jahren zuvor gab es Überlegungen, die Vereine im Norden der Stadt zu einem Großverein zusammen zuschließen. In drei Sitzungen wurde einstimmig beschlossen, die Gründung eines Großvereines in Ludwigshafen-Nord umzusetzen. Die Vertreter der Vereine MTV 1882 Ludwigshafen und SC Germania Ludwigshafen wurden zu einer Besprechung am 8. Januar 1938 eingeladen, bei der einstimmig der Fusion zugestimmt wurde. Nach dem in weiteren Sitzungen über Namen und Spielfarben abgestimmt wurde, fand am 20. Mai 1938 die Gründungsveranstaltung des neu gebildeten Vereins TuRa Ludwigshafen statt.